# Групова збагачувальна фабрика «Краснолуцька»
Групова збагачувальна фабрика «Краснолуцька» — побудована за проектом інституту «Південдіпрошахт» і введена в дію у 1951 році з виробничою потужністю 1200 тис. тонн на рік для збагачення антрациту шахти № 17-17 біс (згодом довантажувалася привізною сировиною). Технологічна схема передбачала збагачення класу 6-100 мм у мийних жолобах з виділенням сухого відсіву (штибу) 0-6 мм і розсіву збагаченого продукту на товарні сорти за стандартною шкалою: 13, 25 та 50 мм. Подальшими вдосконаленнями технології було замінено жолоби на відсаджувальні машини (1968 рік), впроваджено гідроциклони, центрифуги та стрічкові вакуум-фільтри для обробки та зневоднювання шламу, виділення частково збагаченого штибу. Спорудження ями для привізного антрациту дозволило перевищити проектну потужність фабрики та послабити її залежність від рівня видобутку місцевої шахти.
Місце знаходження: м. Красний Луч, Луганська обл., залізнична станція Красний Луч.